# Love Letter (GACKTの曲)
「Love Letter」（ラヴ レター）は、2006年3月1日にGacktが発表した楽曲、及び同曲を収録したシングル。通算25枚目のシングルである。

## 概要
- 2006年の第2弾シングル。前作「REDEMPTION」から、わずか2か月後のリリースとなった。
- リカットシングルを発売するのは、15thシングル「Lu:na/OASIS」以来10作品、約2年半ぶりとなる。
- 本作より、Gacktは自身の歌唱法を変えている。曰く「今までは声楽の要領で、曲によって歌い方を変えていたが、それだと誰が歌っているのか分からなくなってしまうので統一した」とのこと。

## 収録曲
1. Love Letter
  - 作詞・作曲：Gackt.C / 編曲:Gackt.C・Chachamaru

松竹系劇場版アニメ映画『機動戦士Ζガンダム A New Translation』シリーズ（新訳三部作）最終作『機動戦士ΖガンダムIII A New Translation -星の鼓動は愛-』エンディングテーマ。
この曲の出来はGackt本人も非常に満足しており、「ホワイトデーのお返しには彼氏にLove Letterを歌ってあげて」と言ったほどである。
今回のシングルカットにあたって、ボーカルのリテイクが施されている。
2. Dybbuk (Remix Version)
  - 作詞・作曲：Gackt.C / 編曲:Gackt.C・Chachamaru

4thアルバム『Crescent』に収録されている同曲のリミックスバージョン。

## 収録アルバム
- Love Letter (#1、原曲)
- 0079-0088 (#1)
- THE ELEVENTH DAY 〜SINGLE COLLECTION〜 (#1)